# Даніеле Капеццоне
Даніеле Капеццоне (італ. Daniele Capezzone; нар. 8 вересня 1972, Рим) — італійський політик.

## Життєпис
Він вивчав право в Університеті LUISS ім. Гвідо Карлі. У 1998 році він зустрів Марко Паннелла, лідера італійського радикального руху, і незабаром став одним з його найближчих соратників. Для участі у політичній діяльності призупинив навчання. З 2001 року він був національним секретарем Італійських радикалів.
Він опублікував дві книги, присвячені політиці: Uno shock radicale per il XXI secolo у 2003 році (представлена, серед іншого, в Американському інституті підприємництва у 2004 році) і Euroghost — Un fantasma s'aggira per l'Europa: l'Europa у 2004 році. Він брав участь у численних заходах своєї партії, у тому числі у голодуванні, протестуючи проти переповненості в'язниць. Він писав для газет Libero і The Washington Times. Він з'явився у сатиричному телевізійному шоу Markette на каналі LA7. З 2001 по 2007 він вів програму на партійній станції Radio Radicale.
У 2005 році він став одним з ініціаторів створення лібертаріансько-соціалістичної коаліції «Роза в кулаці», до якої увійшли Італійські радикали та Італійські демократичні соціалісти. На парламентських виборах у 2006 році отримав мандат члена Палати депутатів, у тому ж році він визнав свою бісексуальність.
У червні 2007 року він заснував власне політичне об'єднання Decidere!, пізніше був членом партій «Вперед, Італія» і «Народ свободи».